# Penicillium majusculum
Penicillium majusculum är en svampart som beskrevs av Westling 1911. Penicillium majusculum ingår i släktet Penicillium och familjen Trichocomaceae.   Inga underarter finns listade i Catalogue of Life.